# When the Sun Goes Down (chanson)
Pour les articles homonymes, voir When the Sun Goes Down.
Singles par R.I.O.
Shine On
(2008) After the Love
(2009)
Pistes de Shine On
Shine On Hot Girl
Shine On est une chanson du groupe dance allemand R.I.O., projet des Djs, producteurs allemands Manuel Reuter et Yann Peifer sorti en format numérique le 5 décembre 2008 sous le label Zooland Records. La chanson a été écrite par Yann Peifer, Manuel Reuter, Andres Ballinas et produit par Yann Peifer, Manuel Reuter.

## Liste des pistes
Royaume-Uni Téléchargement numérique
1. When the Sun Comes Down (Radio Mix) – 3:22
2. When the Sun Comes Down – 5:07
3. When the Sun Comes Down (Spencer and Hill Radio Edit) – 3:32
4. When the Sun Comes Down (Spencer and Hill Remix) – 6:12
5. When the Sun Comes Down (Dirty Rush Live In Rio Radio Edit) – 3:37
6. When the Sun Comes Down (Dirty Rush Live In Rio Mix) – 7:14
7. When the Sun Comes Down (Maddin Radio Edit) – 3:33
8. When the Sun Comes Down (Maddin Remix) – 5:27
9. When the Sun Comes Down (Balearic Flava Mix) – 8:55

## Crédits et personnel
- Chanteur – R.I.O.
- Réalisateur artistiques – Yann Peifer, Manuel Reuter
- Parole – Yann Peifer, Manuel Reuter, Andres Ballinas
- Label: Zooland Records

## Classement par pays
| Pays      | Meilleure position |
| --------- | ------------------ |
| Pays-Bas  | 9                  |
| Espagne   | 9                  |
| Autriche  | 54                 |
| Suisse    | 62                 |
| Allemagne | 63                 |

## Historique de sortie
| Pays      | Date            | Format                   | Label           |
| --------- | --------------- | ------------------------ | --------------- |
| Allemagne | 5 décembre 2008 | Téléchargement numérique | Zooland Records |